# 590
Раннє Середньовіччя. Триває чума Юстиніана. У Східній Римській імперії продовжується правління Маврикія. Лангобарди частково окупували Італію і утворили в ній Лангобардське королівство. Франкське королівство розділене між спадкоємцями Хлотара I. Іберію займає Вестготське королівство. В Англії розпочався період гептархії. Авари та слов'яни утвердилися на Балканах.
У Китаї завершився період Північних та Південних династій. Династія Чень, що правила на півдні, знищена, і весь Китай об'єднада династія Суй. Індія роздроблена. В Японії триває період Ямато. У Персії править династія Сассанідів. Степову зону Азії та Східної Європи контролює Тюркський каганат, розділений на Східний та Західний.
На території лісостепової України в VI столітті виділяють пеньківську й празьку археологічні культури. VI століття стало початком швидкого розселення слов'ян. У Північному Причорномор'ї співіснують різні кочові племена, зокрема кутригури, утигури, сармати, булгари, алани, авари, тюрки.

## Події
- У Персії відбулася зміна правителя. 6 січня було скинуто Ормізда IV, 15 лютого шахом проголосив себе Хосров II, 20 лютого війська Хосрава II зійшлися з військами полководця Баграма Чобіна. 28 лютого Баграм Чобін провів успішну нічну атаку на противника й змусив Хосрава II втекти. 9 березня Баграм Чобін проголосив себе шахом Баграмом VI.
- Візантійський імператор Маврикій відновив війну з Персією на благання Хосрава.
- Франки разом із візантійцями спільними зусиллями атакували лангобардів в Італії. Військо франків, підсилене германцями окупувало північ Італії, але не змогло взяти міст, де засіли лангобарди. Лангобарди запропонували їм 12 тис. су щорічно. Гунтрамн погодився, Хільдеберт II утримався від відповіді, однак франки відійшли.
- Помер король лангобардів Автарій, а його дружина Теоделінда одружилася з його спадкоємцем Агілульфом.
- Розпочався понтифікат 64-го Папи Римського Григорія I.
- Поля Іспанії, Оверні та Італії спустошила сарана.
- зникло королівство Пік.